# Сурма (мифология)
Сурма — персонаж финского фольклора из эпоса Калевала, фигурирующий в рассказе Лемминкяйнена.

## Описание
Сурма — ужасный зверь, олицетворяющий внезапную (чаще всего, насильственную) смерть. Он стоит на страже ворот Туонела, чтобы предотвращать попытки побега из загробного мира. Его часто описывают как большую собаку со змеиным хвостом, которая может превращать людей в камень одним взглядом.
Имя Сурма происходит от финского слова «Surma» (Смерть).